# شیلد پرتبل
شیلد پرتبل (انگلیسی: Shield Portable) یک کنسول بازی دستی ساخت شرکت انویدیا، منتشر شده در ژوئیهٔ سال ۲۰۱۳ میلادی است. این دستگاه به اندروید نسخهٔ ۵٫۱ مجهز است و در ابتدا انویدیا شیلد خوانده می‌شد ولی با انتشار تبلت شیلد انویدیا، شیلد پرتل نامیده شد.